# Маркус Прок
Маркус Прок  (нім. Markus Prock, 22 червня 1964) — австрійський саночник, олімпійський медаліст.

## Виступи на Олімпіадах
| Олімпіада           | Дисципліна       | Місце |
| ------------------- | ---------------- | ----- |
| Сараєво 1984        | одиночний розряд | 8     |
| Калгарі 1988        | одиночний розряд | 11    |
| Альбервіль 1992     | одиночний розряд | 2     |
| Ліллехаммер 1994    | одиночний розряд | 2     |
| Нагано 1998         | одиночний розряд | 4     |
| Солт-Лейк-Сіті 2002 | одиночний розряд | 3     |

## Зовнішні посилання
- Досьє на sport.references.com [Архівовано 28 січня 2010 у Wayback Machine.]

1. ↑  (unspecified title) — Міжнародна федерація санного спорту.